# 鍾泰
鍾泰（1888年—1979年），字齋，號鍾山，別號待庵。江苏南京人。
鐘泰出生于1888年3月，1901年进入江南格致书院就读。1903年赴日本留学，畢業於日本東京大學。1906年回到中国担任两江师范学堂日文教习，辛亥革命前夕往新加坡辦報，1914年任南京法政专门学校日文教员，并开设老庄讲座。1924年于杭州任之江大学国文系教授兼系主任。1939年至1943年，出任湖南蓝田师范学校教授，1944年转任贵阳大夏大学文学院长。1944年冬，赴四川乐山，与熊十力并任复性书院主讲。中华人民共和国成立后入华东师范大学，文革時期任职上海文史馆。精於周秦諸子，治學主宋學。著有《中國哲學史》（1929年）、《莊子發微》、《春秋正言斷詞三傳參》、《顧詩箋校訂》及《訒齋論語詩》等。1979年9月病逝于南京家中，享年92岁。